# OĽaNO i Amics
OĽaNO i Amics (en eslovac OĽaNO a priatelia), de nom complet OĽaNO i Amics: Gent Comuna (OĽaNO), Candidats Independents (NEKA), NOVA, Lliure i Responsable, Pačivale Roma, Magyar szívek i Unió Cristiana i Per a la gent, és una coalició eslovaca establerta el 26 de maig de 2023 liderada per Eslovàquia, anteriorment coneguts com a OĽaNO.

## Història
El 26 de maig de 2023, el líder de Gent Comuna, Igor Matovič, va anunciar la creació de la coalició OĽaNO i Amics mitjançant el canvi de nom legal del partit OĽaNO. La coalició incloïa inicialment les plataformes OĽaNO, NOVA, Lliure i Responsable, minories gitanes i hongareses i una plataforma de candidats independents. El 2 de juliol de 2023, els partits Unió Cristiana i Per a la Gent es van unir a la coalició. Els partits es van presentar amb una llista única per a les eleccions parlamentàries del 30 de setembre de 2023. Aquesta va obtenir el 8,9% dels vots per a un total de 16 escons, molt pitjor que el resultat obtingut per l'anterior coalició liderada per OĽaNO a les eleccions de 2020.

## Membres
| Partit | Partit                         | Ideologia               | Posició     | Líder             | Diputats | Eurodiputats |
| ------ | ------------------------------ | ----------------------- | ----------- | ----------------- | -------- | ------------ |
|        | Eslovàquia Slovensko           | Conservadorisme         | Centredreta | Igor Matovič      | 12 / 150 | 1 / 14       |
|        | Unió Cristiana Kresťanská únia | Dreta cristiana         | Dreta       | Anna Záborská     | 2 / 150  | 0 / 14       |
|        | Per a la gent Za ľudí          | Conservadorisme liberal | Centredreta | Veronika Remišová | 1 / 150  | 0 / 14       |
|        | Nova Majoria Nová Väčšina      | Conservadorisme         | Centredreta | Gábor Grendel     | 1 / 150  | 0 / 14       |

## Resultats electorals

### Consell Nacional
| Any  | Líder        | Vots    | %   | Pos. | Escons   | +/– | Govern   |
| ---- | ------------ | ------- | --- | ---- | -------- | --- | -------- |
| 2023 | Igor Matovič | 264,137 | 8.9 | 4t   | 16 / 150 | Nou | Oposició |